# Paris-Roubaix 1972
Paris-Roubaix 1972 a fost a 70-a ediție a Paris-Roubaix, o cursă clasică de ciclism de o zi din Franța. Evenimentul a avut loc pe 16 aprilie 1972 și s-a desfășurat pe o distanță de 272 de kilometri de la Compiègne până la velodromul din Roubaix. Câștigătorul a fost Roger De Vlaeminck din Belgia.

## Rezultate
| Loc | Concurent                    | Timp         |
| --- | ---------------------------- | ------------ |
| 1   | Roger De Vlaeminck (BEL)     | 7h 24'05"    |
| 2   | André Dierickx (BEL)         | + 1'57       |
| 3   | Barry Hoban (GBR)            | + 2'13       |
| 4   | Willy Teirlinck (BEL)        | + 2'34       |
| 5   | Willy Van Malderghem (BEL)   | + 2'36       |
| 6   | Gustaaf Van Roosbroeck (BEL) | + 2'39       |
| 7   | Eddy Merckx (BEL)            | același timp |
| 8   | Eddy Peelman (BEL)           | același timp |
| 9   | Ole Ritter (DEN)             | același timp |
| 10  | Raymond Poulidor (FRA)       | același timp |